# SPACE TRIAL
SPACE TRIAL（スペーストライアル）はFM-FUJIで月曜〜金曜深夜、INTER FMとKiss FM KOBEが土曜深夜に放送しているアーティスト総合番組である。
番組では、いくつかの細かい番組を約15分〜20分間隔で放送していく。提供は（番組上ではProduced byと言っている）a records。

## SPACE TRIAL on Saturday

### 2008.2～
毎週土曜 26:30〜27:30に放送。
- 26:30　フルカワミキ「みねっとRadio!!!!!!!」
- 26:50　木村竜蔵「竜門 -ドラゴンゲート-」
- 27:10　COLOR「COLORのHOT 86'」

## SPACE TRIAL ON FUJI
毎週月曜〜金曜 25:00〜25:15に放送中。
- aki金曜「URAGAO」DJ:aki
- 神山みさ木曜「ドリーム☆騎士」DJ:神山みさ
- RUIDO水曜「RUIDO CHANNEL」DJ:RYO
- 表参道FAB火曜「ミュージックストリーム」DJ:戸田和雅子、スロウロリス(偶数月)、SHUUBI(奇数月)
- MySpace月曜「マイスペーストライアル」DJ:aki

## SPACE TRIAL ON Kiss FM
毎週土曜 25:00〜25:30
- PureBOYS 「ピュア☆ラジ」25:00〜25:15

## SPACE TRIAL on Tuesday
毎週火曜日23:00〜23:30
- PureBOYS 「ピュア☆ラジ」23:00〜23:15
- Kra 「Kraのケラリズム！－音楽？何それ？美味いの？」23:15〜23:30
- 雅MYV「Whassup, NIPPON !? 」～2008.3終了

## 終了

### SPACE TRIAL on Saturday

#### ～2008.1
毎週土曜 26:30〜28:30に放送。2008.1まで。以降は26:30〜27:30で一部番組放送中
- 26:30〜　キンモクセイ「いい歌！NIPPON!!」
- 26:50〜　木村竜蔵「竜門 -ドラゴンゲート-」
- 27:10〜　aki「URAGAO」
- 27:30〜　神山みさ「Dream☆騎士 (ドリーム・ナイト)」
- 27:50〜　RUIDO「RUIDO CHANNEL」
- 28:10〜　表参道FAB「ミュージック・ストリーム」（月変わりでRi-Sa.J、SHUUBIは前半、戸田和雅子とスロウロリスは後半を担当する。）

### SPACE TRIAL on Sunday
毎週日曜 19:00〜19:30に放送。2008.1で終了。一部番組は土曜深夜、火曜深夜へ。
- 19:00〜　PureBOYS 「ピュア☆ラジ」
- 19:15〜　フルカワミキ「みねっとRadio!!!!!!!」